# Ptilinopus magnificus
La colomba frugivora magnifica, tortora beccafrutta wompu o colombo magnifico (Ptilinopus magnificus Temminck, 1821) è un uccello della famiglia dei columbidi, diffuso in Australia e in Nuova Guinea.

## Descrizione

### Dimensioni
La colomba frugivora magnifica è una delle più grandi colombe frugivore, misura dai 35 ai 45 centimetri; è generalmente molto più piccola nelle regioni settentrionali dell'Australia.

### Aspetto
Il dorso e le ali sono di colore verde con una prominente fascia gialla sulle ali. La specie ha un piumaggio viola sotto il collo, sul petto e sull'addome superiore. Il ventre inferiore è giallo. La testa è grigio chiaro, il becco è di colore arancione-rosso con la punta gialla e l'iride è rosso-arancio. Entrambi i sessi hanno il piumaggio simile. Gli uccelli giovani hanno un piumaggio più opaco e più verde rispetto agli adulti.

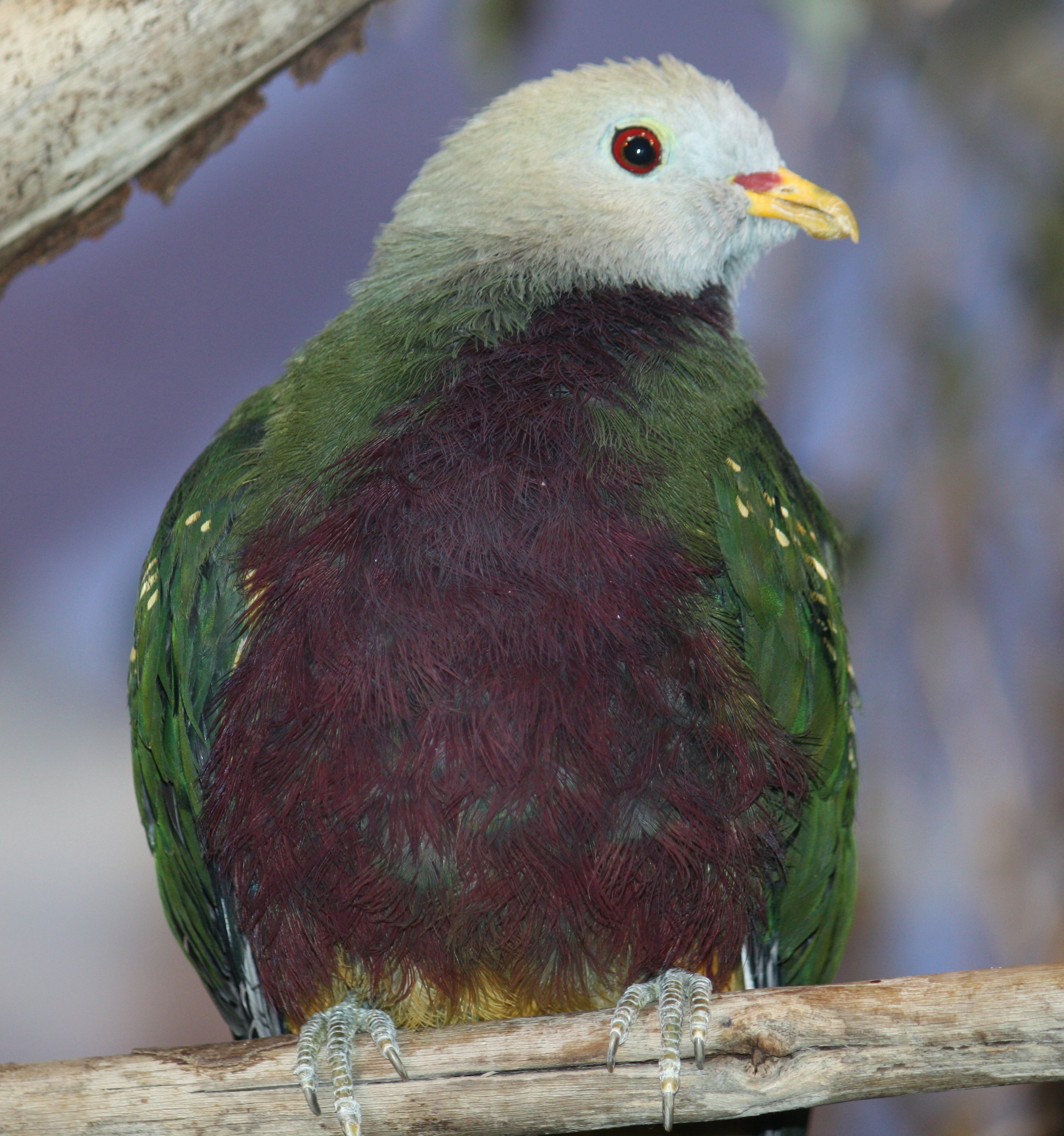
Colomba frugivora magnifica allo zoo di Louisville

## Distribuzione e habitat
Questa colomba è diffusa in Nuova Guinea e in Australia. Gli habitat preferiti sono le foreste pluviali tropicali e le foreste di eucalipto.

## Biologia

### Comportamento
Esse di solito sono avvistate da sole o in coppia ma occasionalmente si riuniscono in piccoli o grandi gruppi per alimentarsi. La colomba frugivora magnifica non percorre grandi distanze, ma piuttosto si muove in piccole aree localizzate in risposta alla disponibilità di cibo e alle esigenze di nidificazione. Nonostante ciò la specie compie delle migrazioni altitudinali stagionalmente: durante l'estate si reca nelle foreste montane e durante l'inverno si trasferisce a quote più basse. Occasionalmente, specialmente in inverno e in autunno quando il cibo è scarso nelle foreste pluviali, alcuni individui si spostano fino a 15 km occupando temporaneamente i terreni coltivati.

### Alimentazione
La colomba frugivora magnifica si nutre di una grande varietà di frutta della foresta pluviale in particolare i fichi, i frutti dell'albero della cannella (Cinnamomum sp.), i frutti delle palme (Arecaceae), delle viti (Vitaceae), i frutti della famiglia Annonaceae tra cui il ylang-ylang e i frutti della famiglia delle Lauracee tra cui i generi Litsea, Neolitsea e Cryptocarya. La maggior parte delle volte l'alimentazione avviene nell'alta canopia.

### Riproduzione
Il periodo riproduttivo va dalla fine dell'inverno fino a metà estate, periodo variabile in funzione delle condizioni meteorologiche favorevoli. Entrambi i sessi costruiscono il nido. Esso è una piccola e robusta piattaforma costituita da ramoscelli è di solito collocata tra 2-10 metri dal suolo. La femmina depone solo un uovo bianco ed entrambi i sessi si occupano dell'incubazione e della cura del pulcino. Solo un pulcino per stagione è allevato, ma se il primo tentativo fallisce gli uccelli possono riprodursi una seconda volta. La specie quando si riproduce ha un fabbisogno stimato di 20 ettari di terreno.

## Conservazione
Diffusa e comune in tutto il suo grande areale la colomba frugivora magnifica è classificata dalla IUCN Red List come specie a rischio minimo di estinzione (Least Concern).